# Unblack metal
Unblack metal (sau Christian black metal) este un gen muzical care stilistic e black metal, dar artiștii ce-l interpretează promovează creștinismul prin versurile lor.

## Listă de formații notabile de unblack metal
| Formația             | Țara      | Înființare | Note   |
| -------------------- | --------- | ---------- | ------ |
| Admonish             | Suedia    | 1994       | [ 2 ]  |
| Antestor             | Norvegia  | 1991       | [ 3 ]  |
| Armageddon Holocaust | Indonezia | 1999       | [ 4 ]  |
| Arvinger             | Norvegia  |            |        |
| Blood Covenant       | India     | 2005       | [ 5 ]  |
| Crimson Moonlight    | Suedia    | 1997       | [ 6 ]  |
| Drottnar             | Norvegia  | 1996       | [ 7 ]  |
| Frost Like Ashes     | USA       | 2001       | [ 8 ]  |
| Horde                | Australia | 1994       | [ 9 ]  |
| Kekal                | Indonezia | 1995       | [ 10 ] |
| Lengsel              | Norvegia  | 1995       | [ 11 ] |
| Sanctifica           | Suedia    | 1996       | [ 12 ] |
| Slechtvalk           | Olanda    | 1997       | [ 13 ] |
| Vaakevandring        | Norvegia  | 1999       | [ 14 ] |